# 刘小军 (1967年6月)
刘小军（1967年6月—），男，汉族，中华人民共和国政治人物。现任天津商业大学教务处处长，教授。第十四届全国政协委员。